# Jan van de Velde le Jeune
Pour les articles homonymes, voir Van de Velde.
Jan van de Velde  dit le Jeune est un peintre, dessinateur et graveur néerlandais né vers 1593 à Rotterdam (ou à Delft) et mort le 1er novembre 1641 à Enkhuizen (ou à Haarlem).
Il est le fils du calligraphe Jan van den Velde et le frère de Willem van de Velde l'Ancien et d'Esaias van de Velde l'Ancien. Il est l'un des premiers à expérimenter l'eau-forte et serait, selon certains historiens[Qui ?], l'inventeur de l'aquatinte, procédé appartenant à l'eau-forte dans la taille-douce, dit aussi manière de lavis, qui permet de créer une trame aléatoire dans le cuivre. Mais ce procédé sera développé plus tard par Jean-Baptiste Le Prince, en France[réf. nécessaire].

## Biographie
Jan van de Velde  dit le Jeune se rend en Italie en 1617. Il est mentionné en 1618 à Enkhuizen, où il épouse Styntje Frederixdr.
Peintre de genres, animalier et dessinateur, c'est surtout comme graveur que Jan s'est fait connaître. Le catalogue des estampes qui lui sont attribuées ne comporte pas moins de cinq cents pièces. Tous les genres y sont représentés : portraits, paysages, allégories, scènes empruntées à la vie contemporaine, illustrations de livres descriptifs, de poésies, de fables ou de recueils de chansons.
Comme Esaias, Jan est bien de son temps et de son pays, et, en témoin scrupuleux, il en retrace fidèlement toutes les habitudes. S'il a été plus fécond que son frère, il est aussi plus superficiel. Il n'a ni son talent, ni son originalité. Dans les nombreux portraits qu'il a gravés et dont la ressemblance paraît exactement exprimée, il est cependant difficile de se rendre compte de ce qu'il peut y avoir d'individuel dans le faire des divers artistes qu'il a copiés alors qu'il s'agît de maîtres aussi dissemblables que Frans Hals, Soutman, P. de Molyn ou Saenredam.
Il est l'un des premiers, avec Esaias van de Velde l'Ancien et Willem Pietersz. Buytewech à expérimenter la technique de l'eau-forte : ils cherchent à trouver de nouveaux tons, à créer une atmosphère pour leurs estampes de paysage. Pour cela, ils rompent avec les longues lignes de contour pour les dessiner avec de petits traits et avec des points.
On remarque combien il est difficile de se renseigner avec certitude au sujet des auteurs réels d'un grand nombre d'œuvres de cette époque. Les indications diverses : fecit, invenit, sculpsit, excudit, tantôt réunies, tantôt, et peut-être à desseins, incomplètes, et quelquefois même mensongères que portent, en particulier les gravures, prêtent à des confusions souvent préméditées.
On sait que le graveur a formé plusieurs élèves et, en 1635, on le voit figurer parmi les commissaires de la guilde. On perd totalement sa trace en 1636, pour être finalement retrouvé à Enkhuizen où il vit jusqu'à sa mort en 1641. Son existence des plus précaire, l'obligeait à vendre ses œuvres à vil prix.